# Франсиску-Дантас (Риу-Гранди-ду-Норти)
Франсиску-Дантас (порт. Francisco Dantas)  —  муниципалитет в Бразилии, входит в штат Риу-Гранди-ду-Норти. Составная часть мезорегиона Запад штата Риу-Гранди-ду-Норти. Входит в экономико-статистический  микрорегион Пау-дус-Феррус. Население составляет 2839 человек на 2006 год. Занимает площадь 181,593 км². Плотность населения — 15,6 чел./км².
Праздник города — 26 марта. 

## История
Город основан в 1963 году.

## Статистика
- Валовой внутренний продукт на 2003 год составляет 6 514 543,00 реалов (данные: Бразильский институт географии и статистики).
- Валовой внутренний продукт на душу населения на 2003 год составляет 2228,72 реалов (данные: Бразильский институт географии и статистики).
- Индекс развития человеческого потенциала на 2000 год составляет 0,622 (данные: Программа развития ООН).